# Берггаузен (Рейнланд-Пфальц)
Берггаузен (нім. Berghausen) — громада в Німеччині, розташована в землі Рейнланд-Пфальц. Входить до складу району Рейн-Лан. Складова частина об'єднання громад Катценельнбоген.
Площа — 4,37 км2. Населення становить 294 ос. (станом на 31 грудня 2020).